# 臺灣龍井茶
臺灣龍井茶，為台灣茶的一種，源自中國龍井茶，產地在台灣北部，主要在新北市三峽區一帶，因此也被稱為三峽龍井茶。台灣龍井茶的製法結合了中國龍井與日本煎茶，使用台灣特有茶樹品種。茶湯顏色為黃澄明亮，略帶綠色，有特殊香氣，入口口感略帶苦澀，之後回甘。

## 概論
台灣龍井茶的製造方法，源自中國龍井茶。在1919年開始，在三角湧（今新北市三峽區）就有龍井綠茶的栽種，主要用於出口。在1949年中華民國政府來台灣之後，當時位居政府高層的外省人族群，在台灣尋找與中國綠茶相似的茶葉，因此促成在三峽的龍井茶與碧螺春的生產擴大。
三峽龍井茶的製作，使用台灣本地品種茶樹，青心柑仔。採取青心柑仔的一心二葉嫩芽作為茶菁原料，在製作過程中，不經發酵就開始進行炒，揉，捻等工序，與中國龍井不同，台灣龍井茶主要以機械製造，其製程中多了一道源自日本煎茶的碾壓程序，製成的茶葉保留了白毫，形狀為劍形，具有特殊香氣。